# Onitis aygulus
Onitis aygulus es una especie de escarabajo del género Onitis, familia Scarabaeidae. Fue descrita científicamente por Fabricius en 1781.
Se distribuye por la ecozona afrotropical. Habita en la República de Sudáfrica, en las provincias del Cabo Occidental, Cabo Oriental, Mpumalanga y Gauteng y Namibia.